# Teledyne Technologies
Teledyne Technologies, Inc., è un conglomerato statunitense con attività mondiali. Fu fondato nel 1960, come Teledyne, Inc., da Henry Singleton e George Kozmetsky.
Dall'agosto 1996 al novembre 1999, Teledyne fu parte del conglomerato Allegheny Teledyne Incorporated – combinazione della già Teledyne, Inc., e della Allegheny Ludlum Corporation. ll 29 novembre 1999 tre entità separate, Teledyne Technologies, Allegheny Technologies, e Water Pik Technologies, divennero public companies.  Allegheny Technologies trattenne diverse società della Teledyne, Inc. con core business nell'acciaio e metalli pregiati.
La Teledyne, Inc., ha raggiunto la cifra di 150 compagnie diverse in settori diversi dalle assicurazioni ai prodotti per la cura dei denti, dai metalli speciali all'elettronica aerospaziale. La nuova Teledyne Technologies fu inizialmente composta da 19 società già presenti nella precedente Teledyne, Inc. Dal 2011, Teledyne Technologies è cresciuta fino a inglobare 100 società.

## Settori
Teledyne Technologies opera in quattro settori principali: Digital Imaging, Instrumentation, Engineered Systems, e Aerospace e Defense Electronics.

### Digital imaging

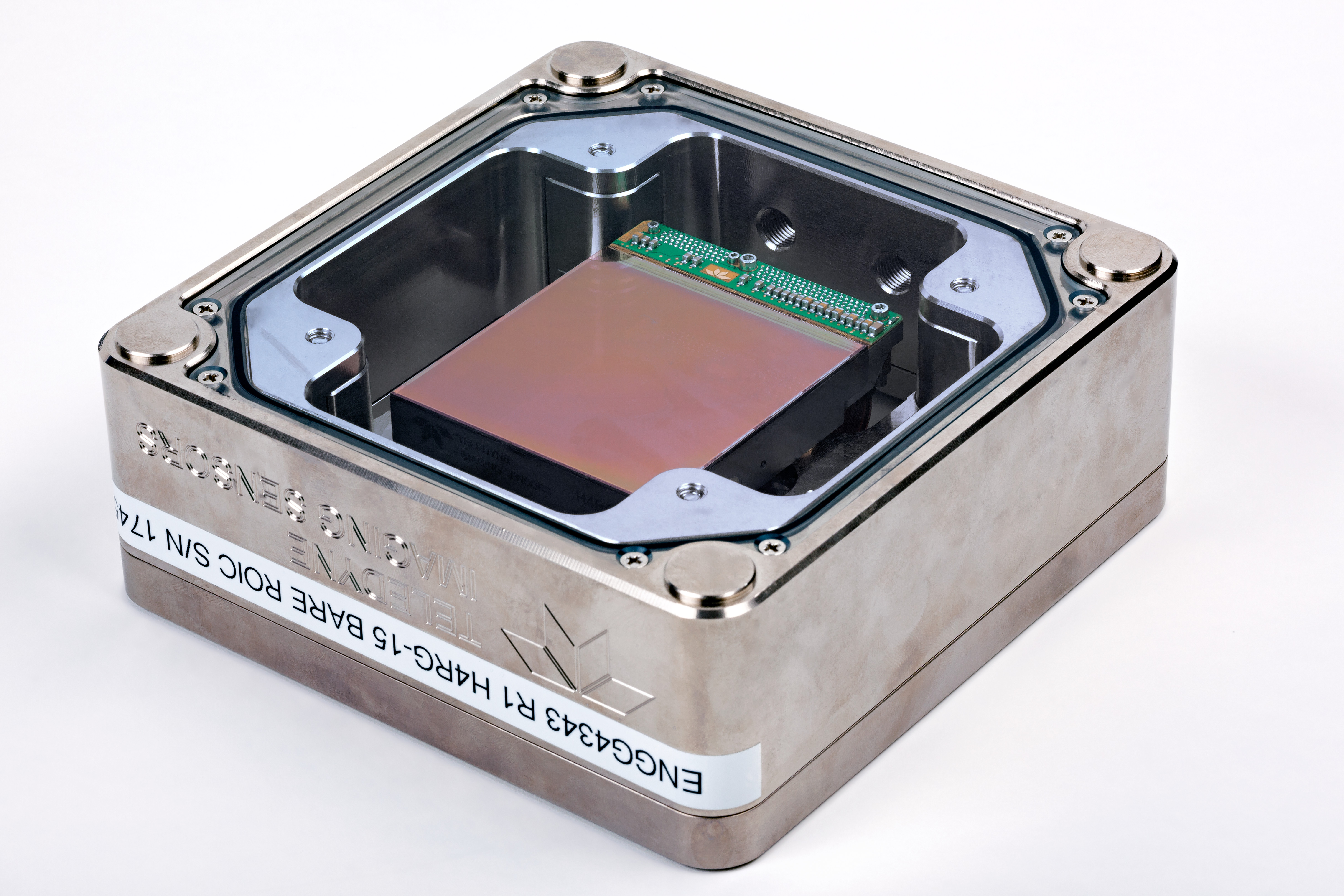
Sensore all'infrarosso vicino, Teledyne Scientific & Imaging, Teledyne Technologies.

## Società
Al 04/2022, Teledyne Technologies controlla le seguenti società:
- Teledyne Advanced Pollution Instrumentation
- Teledyne Anafocus
- Teledyne Analytical Instruments
- Teledyne Battery Products
- Teledyne Benthos
- Teledyne BlueView
- Teledyne Bowtech
- Teledyne Brown Engineering
- Teledyne Brown CollaborX
- Teledyne CDL
- Teledyne CML Composites
- Teledyne CARIS
- Teledyne CETAC / Photon Machines
- Teledyne Controls
- Teledyne Cormon
- Teledyne Cougar
- Teledyne D.G.O'Brien
- Teledyne DALSA
- Teledyne Defence & Space
- Teledyne e2v
- Teledyne Electronic Manufacturing Services
- Teledyne Electronic Safety Products
- Teledyne Electronics & Communications
- Teledyne Energy Systems
- Teledyne Energetics
- Teledyne ETM
- Teledyne Europe
- Teledyne FLIR
- Teledyne Gavia ehf.
- Teledyne Gas Measurement Instruments
- Teledyne Geophysical Instruments
- Teledyne Hanson
- Teledyne Hastings Instruments
- Teledyne Imaging Sensors
- Teledyne Impulse
- Teledyne Instruments
- Teledyne Interconnect Devices
- Teledyne ISCO
- Teledyne Judson Technologies
- Teledyne KW Microwave
- Teledyne Labtech
- Teledyne LeCroy
- Teledyne Leeman Labs
- Teledyne Lighting & Display Products
- Teledyne Lumenera
- Teledyne Marine
- Teledyne MEC
- Teledyne Micralyne
- Teledyne Microelectronic Technologies
- Teledyne Microwave
- Teledyne Monitor Labs
- Teledyne Ocean Designs, Inc.
- Teledyne ODI, Inc.
- Teledyne Odom Hydrographic
- Teledyne Optech
- Teledyne Qioptiq
- Teledyne Paradise Datacom
- Teledyne Photometrics
- Teledyne Princeton Instruments
- Teledyne Printed Circuit Technology
- Teledyne RESON
- Teledyne RD Instruments
- BlueView Technologies
- Teledyne Relays
- Teledyne Reynolds
- Teledyne Reynolds, a Division of Teledyne Limited
- Teledyne RISI
- Teledyne Scientific and Imaging
- Teledyne Scientific Company
- Teledyne SeaBotix
- Teledyne Storm Products, Cable Solutions Group in Dallas
- Teledyne Storm Products, Microwave in Chicago
- Teledyne TapTone
- Teledyne Tekmar Company
- Teledyne Test Services
- Teledyne TSS
- Teledyne Turbine Engines
- Teledyne VariSystems
- Teledyne Webb Research